# Alfredo Amarilla
Alfredo Amarilla (7 ottobre 1972) è un ex calciatore paraguaiano, di ruolo centrocampista.